# Młodzieżowe Drużynowe Mistrzostwa Polski na Żużlu 2000
Młodzieżowe Drużynowe Mistrzostwa Polski 2000 – zawody żużlowe, mające na celu wyłonienie medalistów młodzieżowych drużynowych mistrzostw Polski w sezonie 1999. Rozegrano eliminacje w czterech grupach oraz finał.

## Finał
- Rybnik, 26 września 2000
- Sędzia: Leszek Demski

| Msc |                                                                                        | Drużyna / Zawodnik                                  | Biegi                              | Punkty |
| --- | -------------------------------------------------------------------------------------- | --------------------------------------------------- | ---------------------------------- | ------ |
| 1   |                                                                                        | Radson Malma Włókniarz Częstochowa                  | Radson Malma Włókniarz Częstochowa | 37     |
| 1   | Tomasz Jędrzejak Zbigniew Czerwiński Dariusz Fijałkowski Adam Pietraszko Artur Tomczyk | (2,3,3,2,2) (3,3,3,1,2) (2,3,2,3,wu) (0,0,1,1,1) ns | 12 10 3                            |        |
| 2   |                                                                                        | RKM Rybnik                                          | RKM Rybnik                         | 35     |
| 2   | Piotr Padowski Łukasz Szmid Wojciech Węgrzyn Roman Chromik Łukasz Romanek              | (1,1) (1,2,2,3,0) (2,2,2) (3,1,1,2,3) (2,1,0,3,3)   | 2 8 6 10 9                         |        |
| 3   |                                                                                        | ZKŻ Polmos Zielona Góra                             | ZKŻ Polmos Zielona Góra            | 34     |
| 3   | Krzysztof Stojanowski Rafał Kurmański Dawid Kujawa Maciej Bornecki Sebastian Smoter    | (1,2,3,1,1) (1,3,3,2,3) (2,1,d,1,2) (0,2,3,2) (1)   | 8 12 6 7 1                         |        |
| 4   |                                                                                        | Pergo Gorzów Wielkopolski                           | Pergo Gorzów Wielkopolski          | 14     |
| 4   | Rafał Okoniewski Tomasz Kwiatkowski Marcin Dąbrowski Karol Szałkiewicz Marcin Rybak    | (3,1,2,3,1) (3,0,0,d,0) (0,0,0,d,0) (0,0,0,t) (1)   | 10 3 0 1                           |        |